# Guyancourt
Guyancourt – miejscowość i gmina we Francji, w regionie Île-de-France, w departamencie Yvelines.
Według danych na rok 1990 gminę zamieszkiwało 18 307 osób, a gęstość zaludnienia wynosiła 1408 osób/km² (wśród 1287 gmin regionu Île-de-France Guyancourt plasuje się na 163. miejscu pod względem liczby ludności, natomiast pod względem powierzchni na miejscu 238.).
W miejscowości znajduje się kompleks pól golfowych Le Golf National.

## Miasta partnerskie
- Linlithgow (Szkocja)
- Comé (Benin)
- Pegnitz (Niemcy)